# Церква Святого Рівноапостольного Князя Володимира Великого (Шумляни)
Церква Святого Рівноапостольного Князя Володимира Великого в Шумлянах — парафія і храм Підгаєцького благочиння Тернопільської єпархії Православної церкви України в селі Шумляни Тернопільського району Тернопільської области.

## Історія церкви
Фундамент нової церкви був закладений у 1933 році, але через війну будівництво зупинилося. Роботи відновилися лише у 1991 році, коли першу цеглину заклав священник Степан Більчук.
Відкриття храму відбулося 28 липня 1992 року на свято Володимира, тому церкву назвали на честь святого Рівноапостольного Князя Володимира Великого.
На церковному подвір'ї стоїть капличка з фігурою Матері Божої.
Трохи нижче храму, на роздоріжжі, розташована ще одна капличка Матері Божої, збудована на кошти землячки Софії Томенчук, що проживає в Івано-Франківську.
У селі діють обидва храми: стара церква Святих Мучеників Бориса і Гліба та нова церква Святого Рівноапостольного Князя Володимира Великого.

## Парохи
- о. Микола Старух (1931—1940),
- о. Іван Дідух (1940—1945)
- о. Петро Бабуняк (1945—1947),
- о. Петро Сенета (1947—1949)
- о. Ромило Богданець (1949—1952),
- о. Іван Волошин (1953—1966),
- о. Мирон Марцелюк (1966—1969),
- о. Іван Гура (1970—1971),
- о. Іван Шевчук (1972—1979),
- о. Іван Яворський (1979—1982),
- о. Василь Ганишевський (1982—1984),
- о. Петро Федав (1984—1985),
- о. Степан Більчук (1985—1994),
- о. Юрій Терлюк (1994—1995),
- о. Петро Миськів (листопад 1996—?),
- о. Володимир Пунька (з ?).